# Joayrton Martins Cahú
Joayrton Martins Cahú (* 30. Juni 1922 in Recife) ist ein ehemaliger brasilianischer Diplomat.

## Leben
1942 absolvierte er einen Kurs über internationales Recht am Institut d'Etudes Avancées de Nantes. 1943 erwarb er den Bachelor der Geisteswissenschaft der philosophischen Fakultät. 1948 war er Mitglied der Völkerrechtskommission der Vereinten Nationen in Paris und absolvierte einen Kurs über internationales Recht an der Haager Akademie für Völkerrecht. 1950 schloss er ein Studium der Rechtswissenschaft an der Universidade Federal do Rio de Janeiro ab.
Am 5. Oktober 1951 trat er in den auswärtigen Dienst des Itamaraty. 1958 absolvierte er den Curso de Preparação à Carreira de Diplomata am Rio Branco-Institut und wurde Konsul dritter Klasse. 1959 wurde er laufbahngemäß Konsul zweiter Klasse. Von 1960 bis 1961 war er dem Konsulat in Hamburg zugewiesen, wo er 1960 Geschäftsträger war. 1961, 1963, 1964 und 1966 firmierte er als Geschäftsträger des Generalkonsulates in Porto. Von 1961 bis 1962 war er Geschäftsträger in Dakar, Senegal. 1966 wurde er laufbahngemaß zum Gesandtschaftssekretär erster Klasse ernannt. Von 1966 bis 1969 war er Konsul in Luanda. 1970 wurde er Gesandtschaftsrat. Von 1970 bis 1973 leitete er die Verwaltungsabteilung des Itamaraty. Von 1973 bis 1976 war er Botschafter in Bissau, (Guinea-Bissau). Ab 1975 war er zeitgleich Botschafter in Praia (Kap Verde). Von 31. Januar 1983 bis 1988 war er Botschafter in Manila.